# اسپنیش فورت (آلاباما)
اسپنیش فورت (به انگلیسی: Spanish Fort) شهری در شهرستان بالدوین ایالت آلاباما است که مساحت آن ۸۶٫۵۳ کیلومتر مربع است و در سرشماری سال ۲۰۱۰ میلادی، ۶٬۷۹۸ نفر جمعیت داشته و تراکم جمعیتی آن، ۷۸٫۵۶ نفر در هر کیلومتر مربع بوده است.